# Енкі

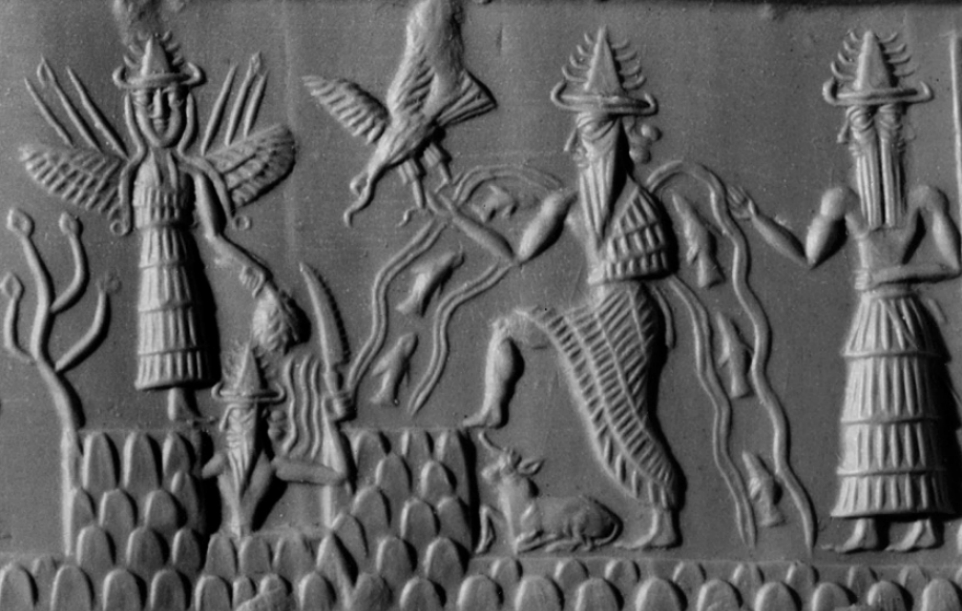

Еа (аккад. Хайя, або за прийнятим в науці читанням — Ейа) або Енкі — один з тріади великих богів (поряд з Ану та Енлілем). Божество Світового океану, підземних (прісних) вод, мудрості, культурних винаходів; є прихильним до людей. Енкі також шанувався як бог-покровитель міста Еріду. Згідно з дослідженнями Мірчи Еліаде, Енкі є богом землі, а його зарахування до володаря океанів є хибним.
Перші письмові відомості про Енкі сягають XVII–XXVI ст. до н. е. 
Батько Мардука. Дружиною Енкі вважалася богиня Дамкіна (Дамгальнуна).
Космогонічні уявлення, що лежать в основі шумеро-аккадської міфології, розрізняють небесний світ бога Ану, надземний світ Бела і підземний, що належить Ейя. Під землею знаходиться царство мертвих. Головні подання шумеро-аккадських міфів, що визначають положення трьох світів, вперше викладені у Діодора Сицилійського. В етіологічних міфах діє як головне божество-деміург (творець світу, богів і людей), носій культури, божество родючості, творець людства. 
Зазвичай, у переказах підкреслюється його доброта, але також і хитрість, примхливість. Еа часто зображується п'яним. Попри те, що Енкі є уособленням мудрості, богині Інанні вдається його перехитрити, вдавшись до застілля (міф про Інанну та викрадення «Ме» — соціальних, етичних, культурних, правових та ритуальних установлень, створених богами — і наступну передачу цієї мудрості Небес людям Землі). 
Головний храм Енкі в Еріду мав назву Е-Абзу («Дім Безодня»).
Шанувався також хетами та хурритами.